# Cratere Sadko
Sadko è un cratere sulla superficie di Caronte.